# Trnjava
Trnjava este o localitate din comuna Lukovica, Slovenia, cu o populație de 172 de locuitori.